# پل کوسه لر
پل کوسه لر مربوط به دوره قاجار است و در شهرستان میاندوآب، روستای کوسه لر واقع شده و این اثر در تاریخ ۷ مهر ۱۳۸۱ با شمارهٔ ثبت ۶۴۰۲ به‌عنوان یکی از آثار ملی ایران به ثبت رسیده است.